# 蒙蒂塞洛鎮區 (伊利諾伊州皮亞特縣)
蒙蒂塞洛鎮區（英語：Monticello Township）是位於美國伊利諾伊州皮亞特縣的一個行政鎮區。

## 地方資料
根據2010年美國人口普查的數據，蒙蒂塞洛鎮區的面積為124.60平方千米，當中陸地面積為124.40平方千米，而水域面積為0.20平方千米。當地共有人口5940人，而人口密度為每平方千米47.67人。